# Vestingwerken van Hattem
De vestingwerken van Hattem omvatten het middeleeuwse stelsel van stadsmuren, stadspoorten en kasteel in de Nederlandse stad Hattem. Delen van de vesting zijn bewaard gebleven, waaronder de Dijkpoort en een gedeelte van de stadsmuur.

## Geschiedenis
Graaf Reinald I van Gelre schonk Hattem in 1299 stadsrechten. Hierna zal zijn begonnen met de aanleg van de eerste omwalling, vermoedelijk een aarden wal met palissade. Deze wal is in de loop der tijd vervangen door een stenen muur.
Het kasteel van Hattem werd in 1361 voor het eerst vermeld. In 1403-1404 werd het slot vernieuwd en met twee grote torens uitgebreid.
In 1492/1493 werd het kasteel belegerd door hertog Karel van Gelre. 

### Gelderse Oorlogen
Als onderdeel van de Gelderse Oorlogen belegerde Floris van Egmond de stad in 1528 namens keizer Karel V. Bij deze belegering werd de Hoenwaardse poort ernstig beschadigd. Nadat de stad was ingenomen, duurde het tot de Vrede van Gorkum in oktober van dat jaar voordat de stad weer onder Gelders bewind kwam.

### Tachtigjarige Oorlog
In 1568 brak de Tachtigjarige Oorlog uit. Eind 1573 liet de koningsgezinde stadhouder Berlaymont de stadspoorten sluiten. Een jaar later koos de stad echter de zijde van de Opstand.
Drost Willem van Montfoort gaf in 1580 het kasteel aan de Spanjaarden, waarna de inwoners van Hattem het kasteel aanvielen en bezetten. Willem en zijn vader Lodewijk werden voor hun verraad terechtgesteld.
In 1587 en 1588 had Hattem last van aanvallen door Spaanse soldaten die zich in de buurt bevonden en waarschijnlijk ook verantwoordelijk zijn voor de aanleg van de schans Spaanse Graven.
In 1591 nam prins Maurits de steden Deventer en Zutphen in, waardoor Hattem niet meer in de frontlinie lag en de stad in rustiger vaarwater terecht kwam. Deze rust duurde tot 1629, toen een Spaans leger de Veluwe binnenviel en oprukte richting Amersfoort. Deze aanval was een afleidingsmanoeuvre, bedoeld om Frederik Hendrik te dwingen zijn belegering van Den Bosch af te breken. In augustus van dat jaar werd Hattem door de Spaanse troepen belegerd, waarbij ook de Hattemse burgers - zowel mannen als vrouwen - werden ingezet om de vestingwallen te verdedigen. Eind die maand werd het beleg afgeblazen.
Tijdens het Rampjaar 1672 werd Hattem door een leger van de Münsterse bisschop Bernard von Galen belegerd.
In 1786 was Hattem in handen van de patriotten. Een Staats leger belegerde daarom de stad, die na overgave werd geplunderd door de Staatse soldaten.

## Beschrijving

### Stadsmuur
Na het verkrijgen van de stadsrechten in 1299 zal er rondom Hattem eerst een aarden wal zijn opgeworpen met bovenop een houten palissade. Deze wal is vermoedelijk in de 14e eeuw vervangen door een stenen stadsmuur met torens, mede dankzij de eenvoudig te winnen klei in de naburige uiterwaarden. De ommuring was nagenoeg rond van vorm. Rondom de stad lag een gracht die in de 16e eeuw grotendeels werd verdubbeld, maar in 1626 werd vergraven tot één gracht. 
Hattem is nooit voorzien van een moderne vesting met bastions, zoals andere steden in de 17e eeuw. De stadsmuren zijn wel aan de binnenzijde versterkt met aarden wallen. 
De vorm van de middeleeuwse omwalling is bewaard gebleven in het stratenpatroon van Hattem. De stadsgracht is eveneens grotendeels behouden. Van de stadsmuur is alleen het gedeelte overgebleven dat in 1626 was gebouwd om het kasteel op te nemen in de ommuring. Deze muur is geclassificeerd als rijksmonument.

### Stadspoorten
Er waren vier stadspoorten. De Dijkpoort gaf toegang tot de Gelderse Dijk, de Dorpspoort leidde naar het dorp buiten de muren, en de Hoenwaardse poort kwam uit op de Hoenwaardse uiterwaard. De toegang tot de Nieuwstad ging via de Nieuwstadspoort, maar deze raakte in 1530 buiten gebruik en werd in 1629 afgebroken.
De 14e-eeuwse Dijkpoort is op een onbekende datum voorzien van een buitenpoort met twee torens. In het eerste kwart van de 16e eeuw werd aan de buitenzijde een halfrond bolwerk met geschutkelders toegevoegd, een zogenaamde barbacane. Het bovenste gedeelte van de poort is in 1908 gereconstrueerd. De Dijkpoort is een rijksmonument.
Net als de Dijkpoort kreeg ook de Dorpspoort in de 16e eeuw een barbacane. Uiteindelijk werd de poort in 1836 afgebroken. Een gevelsteen markeert de locatie waar de Dorpspoort ooit stond.
De laatste resten van de Hoenwaardse poort verdwenen waarschijnlijk in 1885. In de kelders van het Nederlands Bakkerijmuseum zijn de restanten van deze poort zichtbaar, waaronder een deel van de 16e-eeuwse barbacane.

### Kasteel
Het kasteel - bijgenaamd Dikke Tinne - is in het midden van de 14e eeuw door hertog Reinald III gesticht aan de zuidrand van de stad. Vanaf 1403 werd het kasteel vernieuwd en uitgebreid: een hoofdgebouw van 30 bij 10 meter groot met twee opmerkelijk zware torens op de oostelijke hoeken. Deze torens hadden een diameter van 21 meter en muren van zeven meter dik. Op de twee andere hoeken werden ook torens gebouwd, maar die waren kleiner van omvang. Het kasteel werd omgeven door een gracht. Om het geheel heen werd een vijfhoekige, ommuurde voorburcht aangelegd: de twee zijden aan de stadskant omvatten de diverse bijgebouwen en de Slotpoort, de andere drie zijden van de voorburcht waren onderdeel van de stadsmuur en telden  vier torens en de kleine Vliegesteinpoort. Langs deze drie zijden stroomde de stadsgracht.
In 1580 werd het kasteel eigendom van de stad, waarna het zijn functie als kasteel kwijtraakte. De stadsmuren werden in 1626 doorgetrokken tot tegen de hoofdburcht aan, die daarmee een vast onderdeel werd van de ommuring rond de stad. De binnengracht van het kasteel was niet meer nodig en werd gedempt.
In 1672 dienden de restanten van het kasteel als een soort zware muurtoren waarop geschut was geplaatst.
In 1778 werd het verwaarloosde en tot ruïne vervallen kasteel afgebroken. De bijgebouwen op de voorburcht bleven in gebruik als woningen, maar een deel langs de Adelaarshoek ging verloren bij een brand in 1899; de woningen aan de Koestraat werden in 1967 gesloopt. Slechts het gebouw aan de Adelaarshoek 18 is bewaard gebleven. Dit gebouw is een rijksmonument.
Van het kasteel en de Slotpoort zijn de fundamenten aangeduid in het plaveisel.

### Schans
In het bos van Molecaten zijn de restanten zichtbaar van de schans Spaanse Graven. Deze schans is een rijksmonument.

## Afbeeldingen

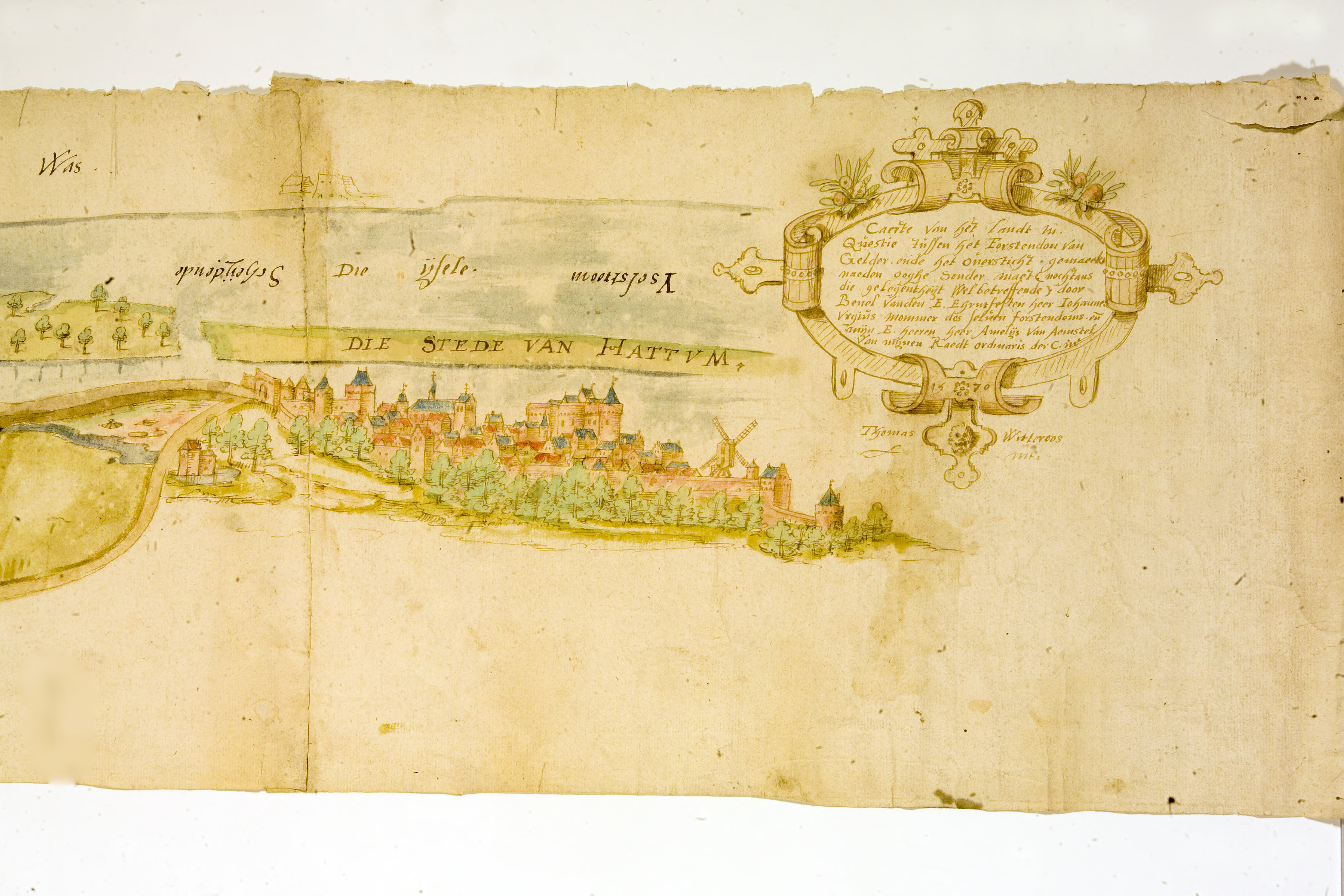
Hattem in 1570, getekend door Thomas Witteroos
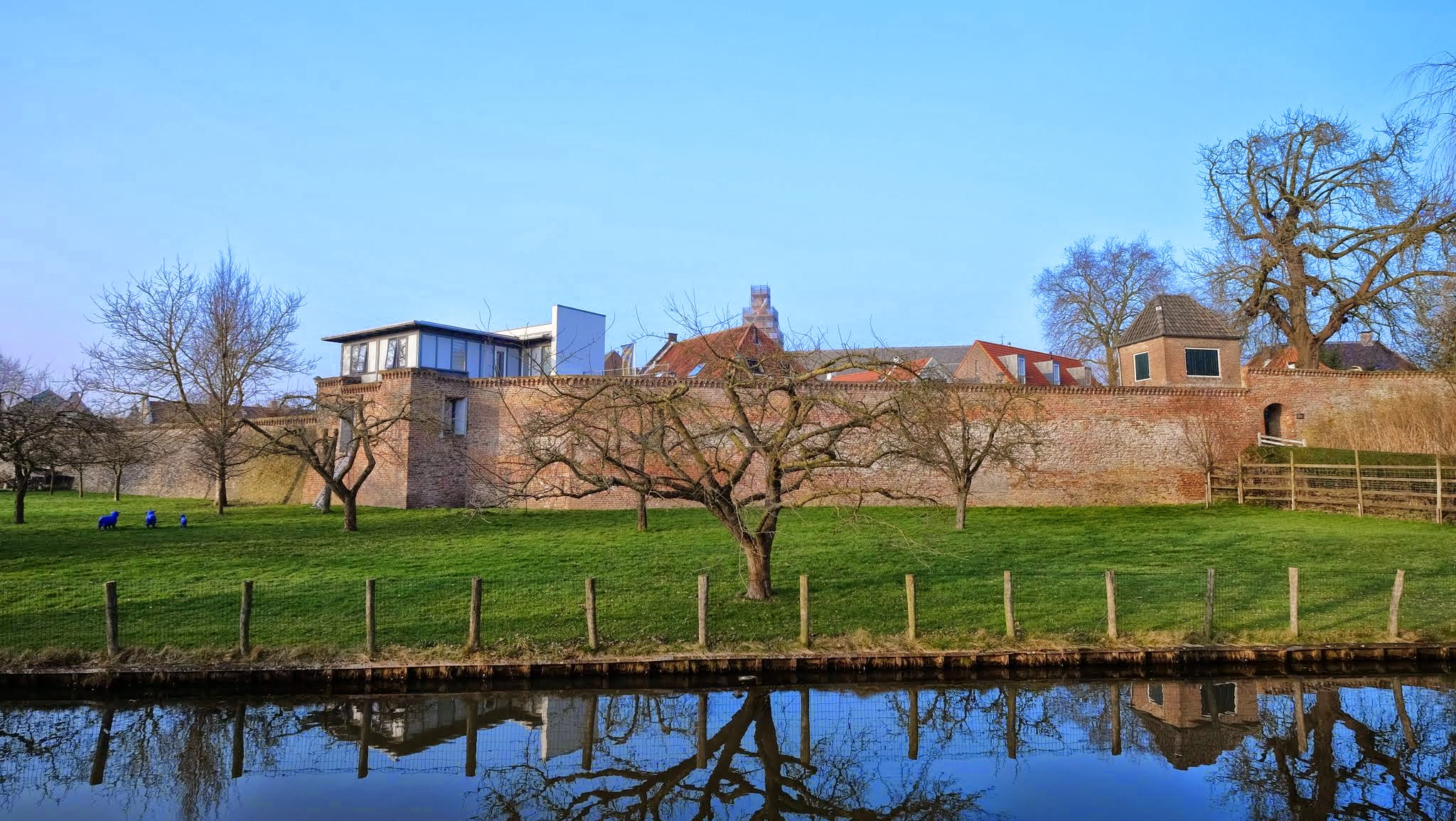
Restant van de stadsmuur
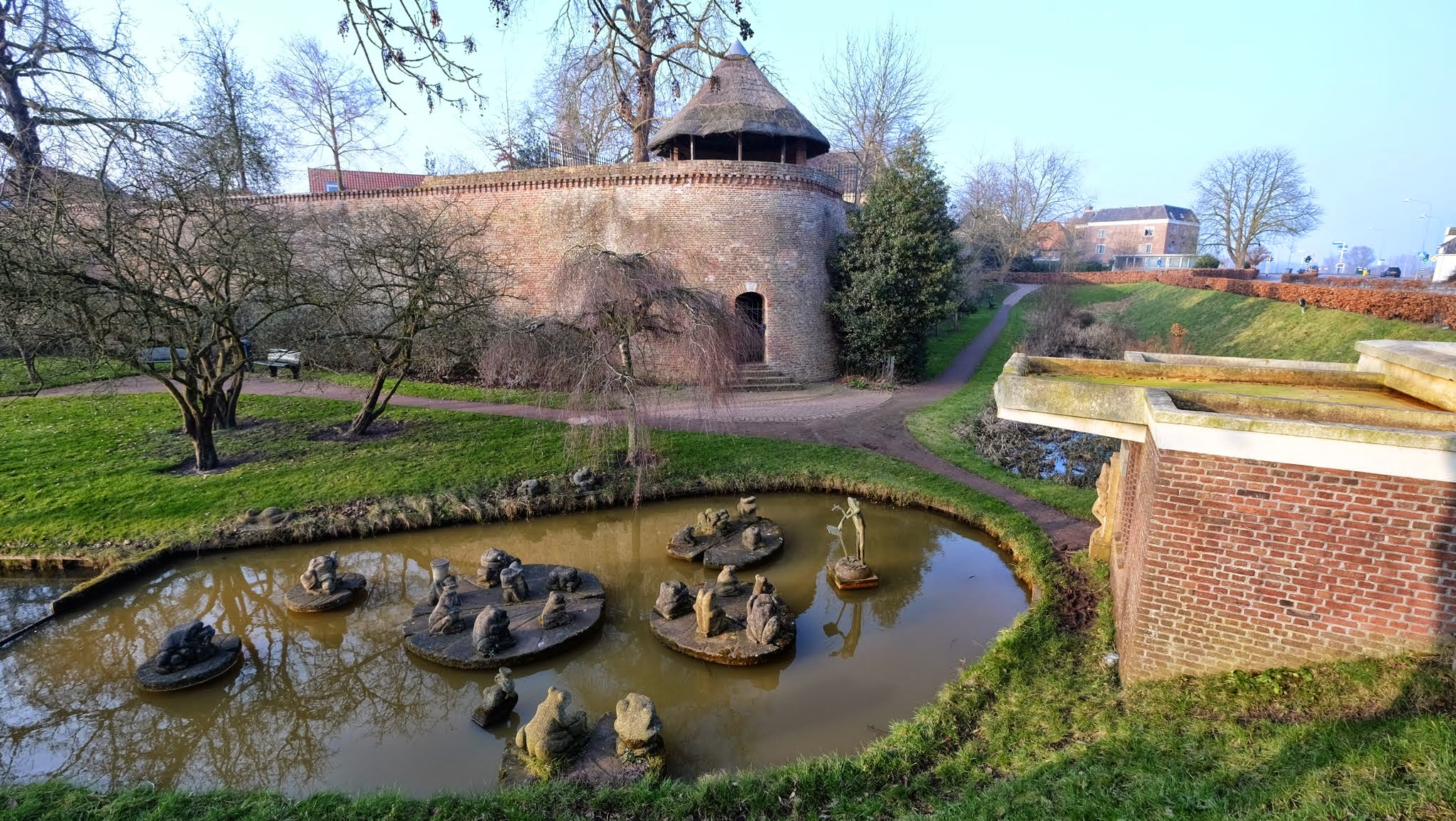
Restant van de stadsmuur
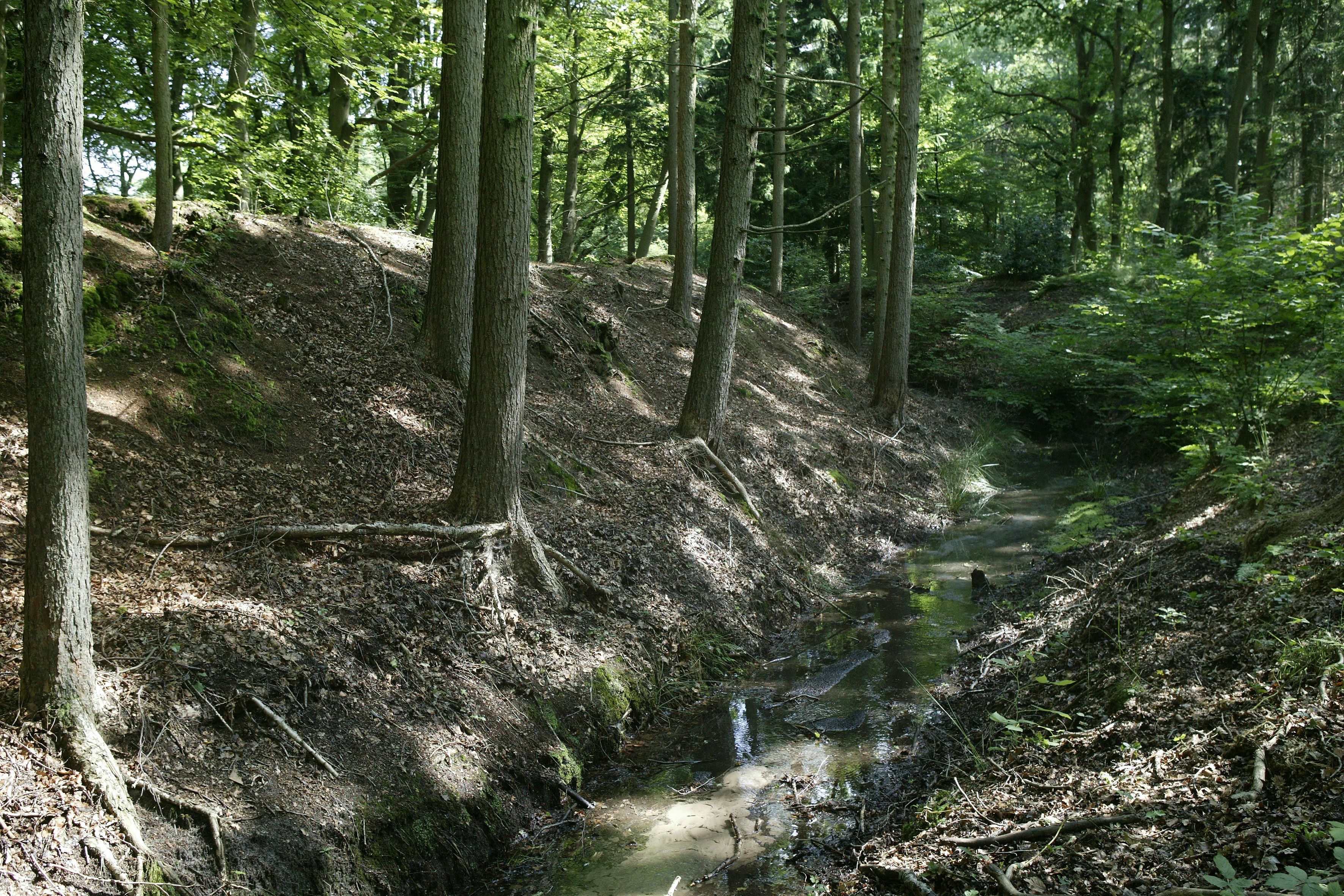
Schans de Spaanse Graven
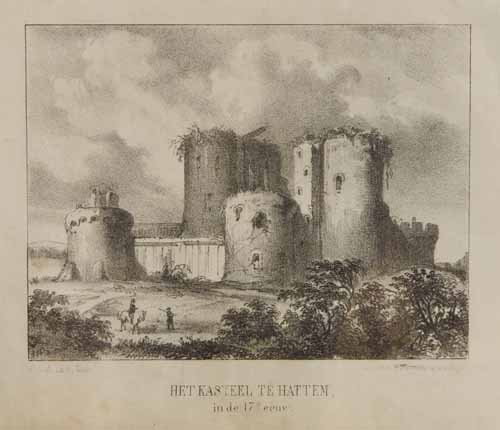
Kasteel Dikke Tinne
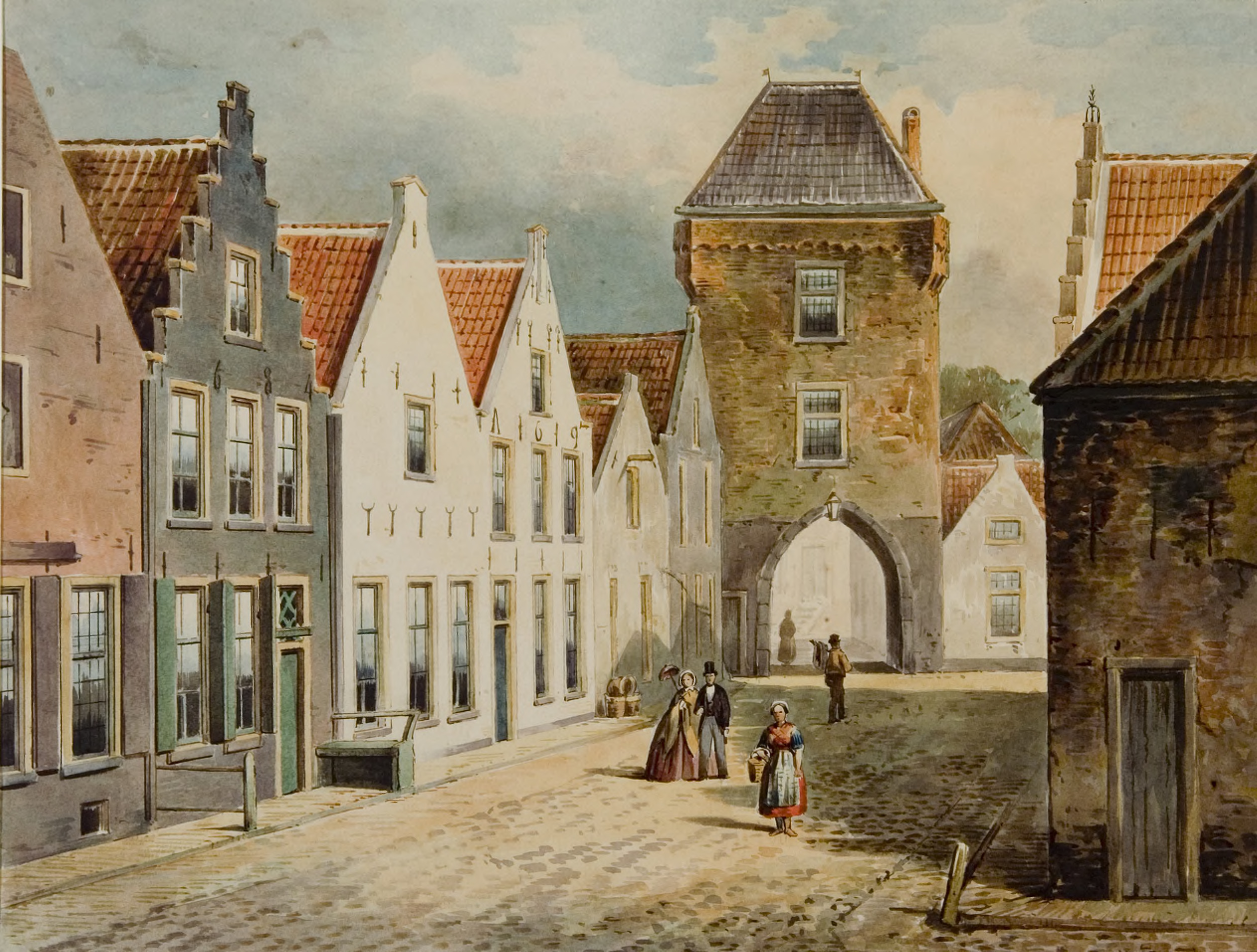
De Dijkpoort in het midden van de 19e eeuw

Alkmaar · Amsterdam · Borculo · Bredevoort · Coevorden · Enschede · Haarlem · Hattem · 's-Hertogenbosch · Huissen · Klundert · Lochem · Maastricht · Montfoort · Naarden · Ommen · Ootmarsum · Rhenen · Roermond · Rijssen 
· Sittard · Sneek · Steenbergen · Terborg · Valkenburg · Zaltbommel · Zwolle